# Principi ekonomije (Menkju)
Principi ekonomije je udžbenik (engl. textbook) američkog ekonomiste Grega Mankjua.

## Deset principaekonomijerazvrstanih u tri grupe
Kako pojedinci donose odluke?
1. Suočavanje pojedinaca sa supstitutivnim odnosom (trade-off);
2. Trošak nečega je ono što ste spremni da za njega zamenite;
3. Racionalni ljudi razmišljaju na osnovu marginalnih promena;
4. Ljudi reaguju na podsticaje;

Kako pojedinci utiču jedni na druge?
1. Razmenom se može obezbediti poboljšanje položaja svima;
2. Tržište je, po pravilu, dobar način organizovanja privredne aktivnosti;
3. Država može ponekad unaprediti rezultate tržišta;

Kako funkcioniše privreda kao celina?
1. Životni standard jedne zemlje zavisi od njene sposobnosti da proizvodi dobra i usluge;
2. Cene rastu kada država štampa previše novca;
3. Društvo se suočava sa kratkoročnim trade-offom između inflacije i nezaposlenosti.